# Władimir Michels
Władimir Michels, Wolf Izrailewicz, pseudonim Müller, ros. Владимир Андреевич Михельс, Вольф Израилевич, Мюллер (ur. 10 marca?/22 marca 1892 w Odessie, zm. 3 lutego 1940 w Moskwie) – dziennikarz, kadrowy funkcjonariusz sowieckiej policji politycznej Czeka/OGPU/NKWD (1920-1935) i wywiadu Armii Czerwonej (Razwiedupr (1936-1939), urzędnik konsularny i dyplomata.
Pochodził z rodziny Żydów austriackich, którzy osiedlili się w Odessie po zakończeniu wojen rosyjsko-tureckich. Syn właściciela sklepu obuwniczego. W 1913 ukończył Odeską Średnią Szkołę Politechniczną. W armii rosyjskiej w latach 1913–1918. 
Członek partii bolszewickiej od 1918. Był pracownikiem politycznym Armii Czerwonej w Jekaterynosławiu i Kijowie oraz korespondentem wojennym gazety Izwiestia (1918-1919). Pełnił służbę w moskiewskiej gubernialnej Czeka (1920-1922), kierował oddziałem informacji w Izwiestia (1922-1923), następnie oddziałem konfiskat moskiewskiego urzędu celnego (1923-1925). Pełnił funkcję przewodniczącego zarządu wydawnictwa „Fizkultura i sport” (1925-1929). Był funkcjonariuszem Głównego Zarządu Budownictwa Dalekiego Wschodu „Dalstroj” (Дальстрой) OGPU przy Radzie Komisarzy Ludowych ZSRR (1929-1931). Wyjeżdżał za granicę jako funkcjonariusz OGPU-NKWD ZSRR (1931-1935). Pracował jako referent ds Austrii, Bułgarii i Węgier w drugim (zachodnim) Oddziale Ludowego Komisariatu Spraw Zagranicznych ZSRR (NKID ZSRR) (1935–1936). Uczestnik pierwszego lotu z Moskwy do Pekinu. Wrażenia z niego opisał w książce pt. „Z Kremla do Wielkiego Muru Chińskiego” (z przedmową Maksima Gorkiego).
W Armii Czerwonej ponownie od 1936. Konsul generalny ZSRR w Gdańsku i zarazem rezydent Razwiedupru (wywiadu Armii Czerwonej) pomiędzy grudniem 1937 a sierpniem 1938).
W związku z konfliktem z rezydentem INO NKWD odwołany do Moskwy. Konsultant Ludowego Komisariatu Budownictwa RFSRR (sierpień-5 czerwca 1939) . Aresztowany przez NKWD 5 czerwca 1939 pod zarzutem aktywnego udziału w działalności trockistowskiej i szpiegostwa na rzecz III Rzeszy. Stracony 3 lutego 1940. Pochowany na cmentarzu Dońskim w Moskwie. 
Zrehabilitowany w 1956.